# Гернсі (аеропорт)

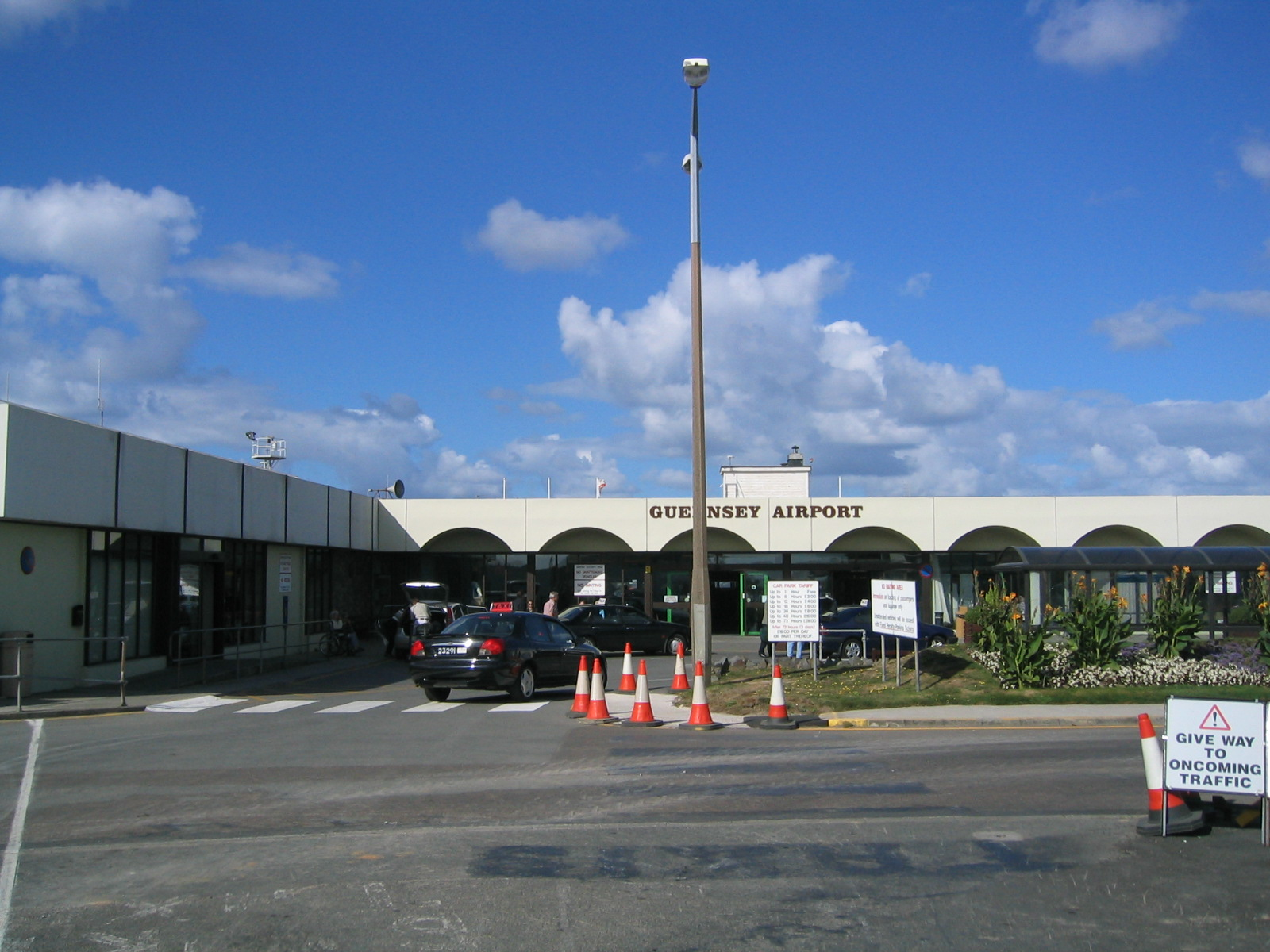
Старий термінал аеропорту Гернсі, Вересень 2003.

Аеропорт Гернсі (англ. Guernsey Airport) (IATA: GCI, ICAO: EGJB) — єдиний аеропорт на острові Гернсі. Розташований в окрузі Форест, за 4,6 км від Сент-Пітер-Порт. Офіційно відкритий 5 травня 1939. Регулярні рейси почалися в жовтні 1946.
В 2004 був відкритий новий термінал, пропускна здатність якого становить 1,25 млн пасажирів в рік, цей термінал почав функціонувати з 19 квітня 2004. Старий термінал було демонтовано в 2004 році.

## Злітно-посадкові смуги
До 1960 в аеропорту було чотири трав'яні злітно-посадочні смуги довжиною від 621 м до 933 м. В 1960 була відкрита нова злітно-посадкова смуга завдовжки 1 463 м. Вона знаходиться в експлуатації до сьогоднішнього дня.

## Авіакомпанії

### Пасажирські
| Авіакомпанія | Пункт призначення |
| ------------ | --- |
| Aurigny      | Олдерні, Бристоль, Дінар, Східний Мідландс, Лондон–Гатвік, Лондон–Станстед, Манчестер Сезонний: Гренобль, Лідс/Бредфорд, Норвіч |
| Eurowings    | Сезонний: Дюссельдорф |
| Flybe        | Бірмінгем, Ексетер, Джерсі, Саутгемптон Сезонний: Кардіфф, Цюрих Сезонний чартер: Роттердам                                     |
| Loganair     | Сезонний: Глазго (з 26 травня 2018)                                                                                             |

### Вантажні
| Авіакомпанія     | Пункт призначення |
| ---------------- | ----------------- |
| West Atlantic UK | Східний Мідландс  |